# Rivsjön
Rivsjön är en sjö i Älvdalens kommun i Dalarna och ingår i Dalälvens huvudavrinningsområde. Sjön har en area på 0,379 kvadratkilometer och ligger 619,2 meter över havet. Sjön avvattnas av vattendraget Rivsjövasslen.

## Delavrinningsområde
Rivsjön ingår i det delavrinningsområde (682172-138951) som SMHI kallar för Mynnar i Trängseldammen. Medelhöjden är 635 meter över havet och ytan är 12,91 kvadratkilometer. Räknas de 2 avrinningsområdena uppströms in blir den ackumulerade arean 29,54 kvadratkilometer. Rivsjövasslen som avvattnar avrinningsområdet har biflödesordning 2, vilket innebär att vattnet flödar genom totalt 2 vattendrag innan det når havet efter 401 kilometer. Avrinningsområdet består mestadels av skog (83 procent). Avrinningsområdet har 0,46 kvadratkilometer vattenytor vilket ger det en sjöprocent på 3,6 procent.